# Profit
Pour les articles homonymes, voir Profit (homonymie).
 (février 2012).
Si vous disposez d'ouvrages ou d'articles de référence ou si vous connaissez des sites web de qualité traitant du thème abordé ici, merci de compléter l'article en donnant les références utiles à sa vérifiabilité et en les liant à la section « Notes et références ».
Le profit est le gain financier obtenu d'une opération économique : typiquement, la différence entre le revenu de la vente d'un produit et le coût de sa production en investissement de capital et salaires versés ; mais l'intérêt obtenu d'un prêt est rarement inclus dans la notion de profit puisqu'il est partie intégrante du coût de l'investissement en capital. Selon l'étendue que l'on donne à la notion, il peut s'agir également d'un gain commercial ou encore du revenu de la location pour le propriétaire d'un bien immobilier ou d'équipement. Cela correspond, historiquement, plus au moins à la part de fructus (le fruit au sens de revenu) dans l'usufruit hérité du droit romain, par opposition au simple usage et ou droit de disposer d'un bien.
En finance, le profit est présenté comme la récompense du risque pris par les détenteurs des capitaux lorsqu'ils les investissent dans des opérations comportant une part plus ou moins grande d'aléatoire.
On distingue la notion plus technique de profit économique qui correspond à un profit comptable duquel sont soustraits les coûts d'opportunité.On distingue également le profit dit "normal" (rémunération de l'entrepreneur selon le marché) du "super profit" (rente liée à des conditions particulières).

## Les conceptions du profit

### Théories classiques: la disparition annoncée du profit
Pour les économistes classiques, la baisse à long terme du taux de profit semble être la règle d'une économie se dirigeant vers la prospérité et un état qualifié de stationnaire. Sous la pression de la concurrence, les prix courants du marché sont ramenés à la valeur-coût des produits. Ainsi, le profit devrait être conduit à diminuer, sinon à disparaître.
Selon Adam Smith : « L'accroissement du capital qui élève les salaires, tend à diminuer les profits. Quand les capitaux de beaucoup de riches marchands sont engagés dans le même type d'activité, leur concurrence mutuelle tend naturellement à diminuer leur profit; et lorsqu'il y a une augmentation semblable dans toutes les activités qui sont menées au sein de la société, la même concurrence doit produire le même effet sur l'ensemble... Dans un pays qui aurait atteint le degré de richesse que la nature de son sol et de son climat, et sa situation par rapport aux autres pays lui permettent d'atteindre, qui ne pourrait donc pas avancer davantage et qui ne reculerait pas non plus, à la fois les salaires du travail et les profits du capital seraient très bas.(...) Ainsi la concurrence serait partout aussi grande, et par conséquent le profit ordinaire serait aussi faible que possible. Mais peut-être aucun pays n'est-il déjà parvenu à ce degré d'opulence ».
David Ricardo, abordant la question sous l'angle de la répartition, conclut : « Comme il est indubitable que les salaires montent par la hausse du blé, alors les profits doivent nécessairement baisser ». Selon David Ricardo, le profit est une valeur résiduelle qui s'établit après versement des salaires (aux ouvriers) et des rentes (aux propriétaires fonciers). La marche de l'économie vers l'état stationnaire résulte de l'accroissement démographique qui implique la mise en culture de terres moins productives et consécutivement une hausse du prix des subsistances et des rentes versées aux propriétaires fonciers. Ces sommes versées se retranchent de façon croissante du profit dégagé. Et ils baisseront jusqu'au moment où « plus aucun capital ne saurait donner de bénéfice. On n'aura plus besoin alors d'une augmentation de travail et la population aura atteint son maximum ».
Stuart Mill envisage que les profits tendent vers un seuil minimum et que l'économie parvienne à un « état stationnaire » où la société « au lieu de n'avoir d'autre but que l'acquisition de la richesse » pourrait se consacrer à la culture des arts et au progrès moral.
« Il y a eu en tout temps et en tout lieu un certain taux des profits qui est le taux minimum auquel les hommes de ce temps et de ce pays puissent se décider à créer des épargnes et à les employer productivement. Lorsque ce taux est atteint, la somme des capitaux ne peut plus augmenter. Le pays est arrivé à ce que les économistes appellent l'état stationnaire ».
Frédéric Bastiat, fervent du courant libéral optimiste, reconnaît l'existence d'une tendance à la baisse de la part relative du capital dans la distribution des richesses.

### Théories apologétiques du profit
Pour ces théories le profit est vu comme la rémunération méritée du chef d'entreprise. À la différence des classiques anglais et d'Adam Smith en particulier, Jean-Baptiste Say industriel lui-même, ne confond pas profit et intérêt. Le profit rémunère le service rendu par l'entrepreneur qui réunit dans une même main de façon opportune (ce qui est appréciable car la chose est rare) les capacités, les capitaux et la prise de risque.
De nombreux auteurs comme Von Thünen, Francis Amasa Walker, Adolphe Landry, Paul Leroy-Beaulieu, Clément Colson reprennent et développent cette idée, autrefois avancée par Richard Cantillon.
- Joseph Schumpeter fait le lien entre innovation et profit : « Le profit est par essence le résultat de l'exécution de combinaisons nouvelles. (...) Sans évolution, pas de profit ; sans profit, pas d'évolution »[6]. Dans certains cas (surtout au démarrage d'une activité), les profits d'innovation peuvent s'expliquer par une situation de monopole. Schumpeter considère que « ce sont là les récompenses offertes par la société capitaliste à l'innovateur heureux. Mais l'importance quantitative de cet élément, sa nature volatile et sa fonction dans le processus d'où il émerge, le placent dans une catégorie particulière »[7].
- Frank Knight approfondit l'idée d'un profit comme contrepartie que court l'entrepreneur[8] : Certains risques sont mesurables et donc susceptibles d'être couverts par une assurance. Subsistent cependant des risques non mesurables et même difficilement prévisibles qui ne peuvent être assurés. En 1942, Knight complète sa vision en rattachant le profit à 3 fonctions entrepreneuriales : une fonction de « leadership » ou de « pionneering », une fonction d'adaptation au changement, une fonction d'assomption de risques.
- l’École autrichienne avance l'idée que le profit rémunère « l'agent économique qui satisfait des besoins sociaux ». François Perroux reprend l'idée : « Le rôle de l'entrepreneur ou plus exactement sa fonction consiste à apprécier l'utilité finale des objets. Il satisfait les besoins sociaux dans l'ordre de leur importance et fixe provisoirement les prix ». De la sorte, le profit serait la contrepartie de la bonne satisfaction apportée aux besoins sociaux.

### Théories explicatives du profit

#### Le profit résultat de l'exploitation
Selon Karl Marx, le travail est le seul facteur apportant une plus-value aux matières premières qui ont servi à produire le bien ou service vendu, le capital n'ayant aucune part dans la création de richesse.
Le profit est l'objet et le résultat d'une lutte. En régime capitaliste, « les rapports entre capitalistes et salariés revêtent un caractère fondamentalement antagonique qu'ils n'ont pas chez les économistes classiques : L'analyse marxiste de la répartition renvoie à l'analyse de la lutte des classes telle qu'elle se déroule dans le mode de production capitaliste. (...) L'antagonisme de la classe ouvrière et de la bourgeoisie, non seulement n'a rien de naturel puisqu'il relève d'un mode de production particulier, mais encore constitue la caractéristique dominante du mode de production capitaliste. La terminologie employée témoigne du contenu politiquement explosif qu'elle entend donner à son analyse de la répartition : le rapport entre salariés et capitalistes (pour le partage de la plus-value) est décrit comme un rapport d'exploitation ».
Ainsi pour Marx, le capitaliste exploite le travailleur en empochant un profit pris sur le salaire versé. En prélevant du profit, le capitaliste s'approprie du « travail mort » (du capital), ce qui lui permet d'exploiter de plus en plus les fournisseurs de travail vivant (les travailleurs sur le marché libre du travail international). D'où selon Marx, une « paupérisation relative du prolétariat » (les travailleurs ne possédant pas les moyens de production et d'échange).
Marx et ses disciples considèrent donc que tout profit est illégitime. Sa ré-appropriation par les salariés ne peut intervenir que par l'abolition du salariat, au besoin par la dictature du prolétariat et la révolution. Pour ce faire, Marx lance le mot d'ordre : « Prolétaires de tous les pays, unissez-vous ! ».

##### La baisse tendancielle du taux de profit chez Marx
La baisse du taux de profit est tendancielle et inéluctable. Selon la théorie de la valeur-travail, le taux général de profit s'écrit :{\displaystyle Taux\ de\ profit={\frac {PV}{\Sigma C+\Sigma V}}}
où : 
- PV est la Plus value totale
- ΣC la valeur totale du capital constant avancé
- ΣV la valeur totale du capital variable annoncé

En divisant numérateur et dénominateur par la même grandeur ΣV (valeur totale du capital variable avancé), on obtient :{\displaystyle Taux\ de\ profit={\frac {\frac {PV}{\Sigma V}}{\frac {\Sigma C+\Sigma V}{\Sigma V}}}}
Soit encore :
{\displaystyle Taux\ de\ profit={\frac {\frac {PV}{\Sigma V}}{{\frac {\Sigma C}{\Sigma V}}+1}}={\frac {E}{G+1}}}
où :
- {\displaystyle {\frac {PV}{\Sigma V}}=E}, le taux de plus-value
- {\displaystyle {\frac {\Sigma C}{\Sigma V}}=G}, la composition organique moyenne du capital

##### La tendance à la baisse du taux de profit
Selon Marx, la mécanisation qui accompagne l'accumulation du capital se traduit par une élévation de la composition organique du capital (G = ΣC/ΣV), ce qui entraîne (pour un taux d'exploitation inchangé) une baisse du taux de profit. En effet, dans la dynamique, on constate que ΔG > 0, et ΔE = 0, d'où un Δ du taux de profit < 0.

##### Les causes qui contrecarrent la loi de baisse tendancielle du taux de profit
La baisse de la valeur unitaire des machines et autres éléments du capital constant limite l'effet de la mécanisation sur la hausse de la composition organique (G). L'élévation du taux de plus-value E, soit par allongement de la durée du travail à salaire inchangé (effet de plus-value « absolue »), soit par abaissement de la valeur de la force de travail due à la baisse de valeur des biens consommés par les salariés (effet de plus-value « relative »).
Alors que David Ricardo voit la baisse tendancielle du profit achemine graduellement l'économie vers un « état stationnaire » ; pour Marx, cette baisse est incompatible avec la logique du capitalisme. Cette baisse accroît l'instabilité du système, engendre des crises conjoncturelles de plus en plus violentes et fréquentes. De la sorte, ces crises se superposent aux phénomènes de concentration du capital et de surpopulation relative. Elles sont la preuve que le capitalisme sait de moins en moins gérer ses crises internes au fur et à mesure qu'il se développe et se trouve, par conséquent, historiquement condamné.

#### Le profit comme rente de déséquilibre
Pour les théoriciens de l'équilibre comme Léon Walras, le profit ne peut exister dans l'économie réelle. S'il existe, c'est qu'il résulte d'une rente permise par un déséquilibre provisoire du marché concurrentiel. Cependant - comme l'a montré Fritz Machlup - ce déséquilibre peut devenir permanent si des barrières à l'entrée dans l'activité s'opposent à la libre installation de nouveaux compétiteurs. Jean Marchal montre également que les entreprises exercent des actions de puissance sur le marché des produits ou des facteurs de production et par là « essaient d'aggraver les imperfections de la concurrence en vue de faire apparaître les gains qu'ils sont supposés chercher. (...) Le profit n'est pas une rémunération pour la vente de quelque chose, mais la récompense d'une victoire ». En d'autres termes, selon ce point de vue le profit est une question de pouvoir, plus précisément de rapport de force.

#### Le profit résultant de décalages
Pour John Bates Clark, le profit résulte d'un décalage provisoire dont les causes peuvent être multiples et résulter soit d'une imperfection du marché, soit de l'existence de « surplus » (différentiels plus ou moins favorables entre recettes et coûts enregistrés par l'entreprise). Certains effets de la conjoncture sont sources de décalages - notamment du fait de l'existence des stocks - qui créent des « profits d'occasion » (windfall profits).

### Autres approches

#### La perspective du développement durable
Le profit est une motivation importante pour les entreprises, qui souhaitent gagner de l'argent par leurs activités.
Pour les entreprises engagées dans des démarches de responsabilité sociétale, le profit est l'une des trois composantes de la triple performance qui mesure les progrès de l'entreprise vers le développement durable : la composante économique (les deux autres étant les composantes environnementale et sociale).
L'idée est que, selon Élisabeth Laville, la mission des entreprises doit se faire selon l'hypothèse que « le profit n'est pas la vraie - ou la seule - finalité de l'entreprise. De même que l'homme doit manger pour vivre et non pas vivre pour manger, l'entreprise qui se donne une mission remet le profit à sa (juste ?) place : celle d'un moyen indispensable et irremplaçable au service d'une fin plus noble, qui ne se limite pas à la seule survie de l'entreprise mais considère aussi, avant tout, ce qu'elle entend apporter autour d'elle (au monde en général et plus spécifiquement à ses clients, à ses employés, à ses fournisseurs, à la communauté locale, etc.) ».

#### La position de la doctrine sociale de l'Église
Dans l'encyclique Sollicitudo Rei Socialis (1987), Jean-Paul II considère que le désir exclusif du profit est, avec la soif de pouvoir, l'un des éléments caractéristiques des structures de péché (péché social).
Dans l'encyclique Centesimus Annus (1991), Jean-Paul II reconnaît l'existence du profit : celui-ci n'est pas une fin en soi et doit contribuer à la promotion d'un « capitalisme démocratique » proche des idées du crédit social, qui voudrait corriger les abus fiscaux et corporatifs.
Ainsi, le compendium résume l'enseignement de par ces mots « La doctrine sociale reconnaît la juste fonction du profit, comme premier indicateur du bon fonctionnement de l'entreprise ».
Par contre, l'Église a voulu que le profit soit distribué dans une perspective humaniste. C'est dans cette perspective qu'elle a encouragé la fondation de plusieurs coopératives[réf. nécessaire].

## Détermination et mesure du profit

### En comptabilité privée
Les entreprises modernes sont des organisations complexes, qu'un unique indicateur financier ne permet pas de caractériser. Il faut en effet tenir compte :
- de l'amortissement du capital matériel utilisé,
- des frais financiers,
- de la spéculation sur la valeur future de l'entreprise,
- des obligations contractuelles ou légales de l'entreprise,
- des risques pris, qui se traduiront par des dépenses futures ou des manques à gagner (exemple : faillite d'un client avant paiement d'une facture) plus ou moins incertains (d'où l'engagement de provisions),
- du degré de contrôle que l'entreprise exerce sur d'autres entreprises dont elle détient tout ou partie du capital, et des décisions prises à l'égard de ces entreprises (dépenses ou recettes),
- des subventions,
- de l'environnement économique général (si l'environnement économique est bon et que les autres entreprises améliorent leurs résultats, alors la valeur de l'entreprise qui ne croît pas va baisser ; inversement, si l'entreprise parvient à maintenir ses résultats dans un contexte généralement mauvais, alors que les autres entreprises souffrent, alors sa valeur va augmenter).

La notion de « profit » est alors insuffisante :
- des éléments subjectifs entrent en ligne de compte ; les dirigeants de l'entreprise doivent faire leurs choix comptables, sous le contrôle d'organes extérieurs (notamment les experts-comptables et le fisc) ;
- des éléments hors de contrôle de l'entreprise entrent aussi en ligne de compte ;
- le profit s'apprécie non dans l'absolu, mais par comparaison avec les performances des autres entreprises ;
- les différents acteurs de l'entreprise ont besoin d'indicateurs différents, car leurs objectifs et leurs marges de décision sont également différents.

Au sein de l'entreprise, on s'intéressera ainsi à des indicateurs comme les différentes types de marge (marge commerciale, marge brute, etc.), le résultat d'exploitation, et plus généralement les divers soldes intermédiaires de gestion.

### En finance
Du point de vue des actionnaires, on regardera :
- le bénéfice, qui est le résultat de l'entreprise revenant à ses propriétaires et peut être redistribué sous forme de dividendes, ou la perte ;
- le profit financier, qui est le bénéfice moins le coût du capital (ce qu'aurait rapporté l'argent engagé s'il avait été placé en dehors de l'entreprise, en compte d'épargne ou obligations d'état par exemple) ; il sert notamment à rémunérer le risque entrepreneurial, avec cependant une part de rente si, par exemple, d'une entreprise en situation dominante sur un marché de concurrence imparfaite ;
- la plus-value ou la moins-value, qui représente en terminologie financière un gain en capital (différence entre la mise initiale et le prix obtenu en cas de revente des parts de l'entreprise) ;
- la rentabilité totale pour le propriétaire (ou Total shareholder return dans le cas de l'actionnaire), qui représente le total des revenus et gains en capital (dividendes, plus-value).
- le taux de profit : classiquement, la rémunération du capital avancé dans la production est le profit et la rentabilité du capital avancé est mesurée à travers le « taux de profit », c'est-à-dire le rapport du profit perçu par période (en général l'année) et le capital avancé (totalité des sommes apportées en une ou plusieurs fois sur cette même période).
- la notion de profit « pur » (ou surprofit) s'obtient en déduisant du profit comptable les coûts d'opportunité que peuvent représenter la rémunération qu'aurait obtenue le chef d'entreprise s'il avait été employé dans une autre entreprise, ou l'intérêt qu'aurait perçu le créancier s'il avait choisi de placer ailleurs ses capitaux[15].

### En comptabilité nationale
Le profit est généralement mesuré par l'EBE (Excédent brut d'exploitation) qui est le solde du compte d'exploitation. L'entreprise n'en dispose pas librement : l'EBE est amputé des amortissements, des montants distribués au titre des dividendes et des intérêts payés au titre des frais financiers.